# Aeropuerto de Växjö-Småland
El aeropuerto de Växjö-Småland (del inglés: VXO Småland Airport) (IATA: VXO, OACI: ESMX) está situado a 10 km al noroeste de Växjö, en la provincia de Småland (sudeste de Suecia).
El aeropuerto es propiedad conjunta del condado de Kronoberg con una participación del 55%, el municipio de Växjö con un 42% y el municipio de Alvesta con una pequeña participación del 3%.
Principalmente sirve a la ciudad de Växjö, con una población de 81.078 habitantes según el censo demográfico del 2008. Por su proximidad, sirve también a otras ciudades de la provincia histórica de Småland como Jönköping situada a 130 km al noroeste y Kalmar situada a 150 km al este. Su área de influencia también alcanza ciudades ubicadas en provincias históricas anexas, como Karlskrona situada a 120 km al sureste, Hässleholm y Kristianstad situadas a 115 y 125 km al suroeste respectivamente o Halmstad situada a 130 km al oeste. 

## Historia
Previo al aeropuerto de Småland, se estuvo utilizando el aeródromo de Uråsa como referencia, situado a 30 km al sureste de Växjö. 
Durante la década de 1960 llegaron los primeros vuelos nacionales. La capacidad del aeródromo se mostró insuficiente y llevó al Consejo del Condado de Kronoberg a plantear la construcción de un aeropuerto. En virtud de un acuerdo con los municipios de Växjö y Alvesta en 1970, se decidió su construcción al noroeste de la ciudad de Växjö. El nuevo aeropuerto fue inaugurado en 1975 y obtuvo el nombre de Växjö hasta el año 2004, remplazándolo por VXO Småland.

## Transporte
Actualmente sólo se puede acceder al aeropuerto de Småland por carretera. Se ubica en las proximidades de la carretera 30, desde la cual se accede a las ciudades de Växjö (9,5 km al sureste) y Jönköping (110 km al norte).
El aeropuerto cuenta con un servicio directo de autobuses a Växjö y Jönköping. Växjö se encuentra bien comunicada con Alvesta mediante el tren, siendo esta última un importante nudo ferroviario, dado que por ella se cruzan líneas férreas como Estocolmo-Malmö y Gotemburgo-Växjö-Kalmar.
El aeropuerto cuenta con una variedad de compañías de alquiler de vehículos (Avis, Europcar, Gotosmaland, Hertz o Sixt) como alternativa al transporte público.
| - Autobús | Sí | Länstrafiken Kronoberg | Flygbussen | Växjö     | www.lanstrafikenkron.se                                                   |
|           |    | Swebus Express         | 842        | Växjö     | www.swebusexpress.se Archivado el 10 de marzo de 2010 en Wayback Machine. |
|           |    | Swebus Express         | 842        | Jönköping | www.swebusexpress.se Archivado el 10 de marzo de 2010 en Wayback Machine. |
| - Tren    | No | --------               | --------   | --------  | www.sj.se                                                                 |
| - Tranvía | No | --------               | --------   | --------  | --------                                                                  |
| - Taxi    | Sí | Flygtaxi               | --------   | XXXXXX    | www.flygtaxi.se                                                           |
|           |    | Växjö Taxi             | --------   | XXXXXX    | www.vaxjotaxi.se                                                          |

## Estadísticas

### Evolución del tráfico por año

#### Pasajeros
Ver fuente y consulta Wikidata.
En la siguiente tabla se detalla el número total de pasajeros entre los años 1996 y 2009:
| Tráfico total de pasajeros por año | Tráfico total de pasajeros por año | Tráfico total de pasajeros por año | Tráfico total de pasajeros por año | Tráfico total de pasajeros por año | Tráfico total de pasajeros por año | Tráfico total de pasajeros por año | Tráfico total de pasajeros por año | Tráfico total de pasajeros por año | Tráfico total de pasajeros por año |
|                                    |                                    |                                    |                                    |                                    | 1996                               | 1997                               | 1998                               | 1999                               | 2000                               |
| ---------------------------------- | ---------------------------------- | ---------------------------------- | ---------------------------------- | ---------------------------------- | ---------------------------------- | ---------------------------------- | ---------------------------------- | ---------------------------------- | ---------------------------------- |
|                                    |                                    |                                    |                                    |                                    | 203.612                            | 196.333                            | 252.223                            | 267.232                            | 276.450                            |
| 2001                               | 2002                               | 2003                               | 2004                               | 2005                               | 2006                               | 2007                               | 2008                               | 2009                               | 2010                               |
| 260.064                            | 210.359                            | 172.775                            | 154.755                            | 175.085                            | 158.064                            | 169.512                            | 179.799                            | 148.442                            |                                    |

## Aerolíneas y destinos
| Aerolíneas                                | Destinos                                                                              |
| ----------------------------------------- | ------------------------------------------------------------------------------------- |
| Czech Airlines                            | Estacional: Praga (comienza el 29 de junio de 2015)                                   |
| FlySmaland operado por Braathens Regional | Estocolmo-Bromma                                                                      |
| Jet Time                                  | Estacional, chárter: Antalya, Hurghada, Palma de Mallorca, Rodas, Samos, Tenerife Sur |
| Malmö Aviation                            | Estacional, chárter: Split                                                            |
| Nextjet                                   | Estocolmo-Arlanda                                                                     |
| Ryanair                                   | Weeze Estacional: Alicante                                                            |
| Thomas Cook Scandinavia                   | Estacional, chárter: Lárnaca, Cancún (vía Oslo-Gardermoen)                            |

La conexión con el Copenhague-Kastrup se ha cerrado debido a la mayor rapidez de los trenes y de la construcción del puente de Öresund.